# Cửa khẩu Hồng Vân
Cửa khẩu Hồng Vân là cửa khẩu đường bộ tại vùng đất xã Hồng Vân huyện A Lưới thành phố Huế, Việt Nam .
Cửa khẩu Hồng Vân thông thương với cửa khẩu Kutai (Cô Tài) 16°18′15″B 107°05′42″Đ / 16,304135°B 107,095021°Đ ở Ban Kutai muang Sa Mouay tỉnh Salavan, CHDCND Lào .
Cặp cửa khẩu Hồng Vân - Kutai được giới chức hai nước khai trương ngày 18/06/2007 .

## Hoạt động
Cửa khẩu Hồng Vân cách cửa khẩu La Lay cỡ 10 km theo đường thẳng về hướng đông. Đướng đến cửa khẩu là tỉnh lộ chưa có số, xuất phát từ cầu Bản trên quốc lộ 14 ở thôn Kê xã Hồng Vân, đi chừng 15 km về hướng tây nam và nam.
Cho đến năm 2011 hoạt động giao thương ở cửa khẩu còn trầm lắng .